# 海堂崇
海堂 崇（かいどう たかし、1985年 - ）は、日本のライトノベル作家である。

## 概要
兵庫県伊丹市出身。高校生時代からネット上の二次創作に触れ、執筆活動のようなことを行なっていた。大学ではサークル仲間でライトノベル好きの友人から新人賞に出すことを薦められたのが初めてライトノベル作家になることを意識するきっかけとなったという。2006年頃から本格的に小説を書き始めた。好きな作品として、『さよならピアノソナタ』『電波女と青春男』『イリヤの空、UFOの夏』『空ノ鐘の響く惑星で』『ROOM NO.1301』『僕は友達が少ない』『侵略する少女と嘘の庭』『とある飛空士への追憶』『ばけらの!』などを挙げている。当初は魂を銃弾とする銃アクションものの作品や血で覚醒する主人公を描いた作品などを描いていたが、一次選考落ちを3度経験したことを機に作風を帰ることを決意し、キャラクターの魅力を全面に押し出した作風に変えたと話している。第1回GA文庫大賞では『りーち☆えんげーじ! -子孫繁栄!国立栄華学園中等部-』で「編集部特別賞」受賞を受賞している。

## 作品一覧
- 『りーち☆えんげーじ! -子孫繁栄!国立栄華学園中等部-』（イラスト: CH＠R、GA文庫〈SBクリエイティブ〉）、全2巻
  1. 2010年2月15日[5]、ISBN 978-4-7973-5862-9
  2. 2010年6月15日[6]、ISBN 978-4-7973-6023-3